# Mount Frost
Mount Frost är ett berg i Antarktis. Det ligger i Östantarktis. Australien gör anspråk på området. Toppen på Mount Frost är 2 430 meter över havet.
Terrängen runt Mount Frost är varierad. Trakten är obefolkad. Det finns inga samhällen i närheten.